# Politikåret 1954

## Händelser

### Februari
- 2 februari – Ett nytt handelsavtal undertecknas mellan Sverige och Sovjetunionen, vilket fördubblar handelsutbytet länderna emellan.

### Maj
- 29 maj - Första Bilderberg-konferensen inleds, Hotel De Bilderberg, Oosterbeek, Nederländerna, till 31 maj.

### Juni
- 4 juni – Ulla Lindström avlägger statsrådseden och blir därmed den tredje kvinnan som tagit säte i Sveriges regering.

### Juli
- 21 juli – Vid en konferens i Genève beslutas att dela Vietnam i två delar vid 17:e breddgraden. Laos och Kambodja blir också självständiga stater.

### September
- 8 september – Den sydostasiatiska försvarspakten SEATO bildas.

### Oktober
- 1 oktober – Federationen Nigeria bildas.[1]
- 2 oktober – Västtyskland går med i NATO.

## Val och folkomröstningar
- 7– 8 mars – Riksdagsval i Finland.
- 8 november – Lagtingsval på Färöarna.

## Organisationshändelser
- Okänt datum – Folkunionen bildas i Belgien.
- Okänt datum – Kristdemokratiska partiet bildas i Argentina.
- Okänt datum – People's Action Party bildas i Singapore.

## Födda
- 30 augusti – Aleksandr Lukasjenko, Vitrysslands president sedan 1994.
- 31 augusti – Robert Kotjarjan, Armeniens president 1998–2008.
- 1 september – Filip Vujanović, Montenegros president 2003–2018.
- 15 november – Aleksander Kwaśniewski, Polens president 1995–2005.
- 24 december – José María Figueres, Costa Ricas president 1994–1998.

## Avlidna
- 19 februari – Axel Pehrsson-Bramstorp, Sveriges statsminister 19 juni–28 september 1936.
- 24 augusti – Getúlio Vargas, Brasiliens president 1930–1945 och 1951–1954.
- 18 december – Vilhelm Buhl, Danmarks statsminister 4 maj–9 november 1942 och 5 maj–7 november 1945.
- Okänt datum – Omer Nishani, Albaniens president 1946–1953.

### Fotnoter
1. ↑  ”Nigeria” (på engelska). World Statesmen. http://www.worldstatesmen.org/Nigeria.htm. Läst 7 november 2012.